# Beatriz Aurora
Pour les articles homonymes, voir Aurora.
Beatriz Aurora est une femme peintre mexicaine, née à Santiago du Chili en 1956. 

## Biographie
Beatriz Castedo Mira, qui utilisera comme pseudonyme Beatriz Aurora, est née à Santiago du Chili en 1956, de parents espagnols. Son père est l'historien Leopoldo Castedo (es) qui s'était exilé au Chili lors de la guerre civile espagnole. Sa mère est la pianiste catalane Pilar Mira. Son grand-père maternel est le psychiatre Emilio Mira y López, qui dirigea les services psychiatriques de l'armée républicaine et sa grand-mère, Pilar Campins de Mira.
Après le Coup d'État de 1973, elle participe à la résistance au sein du MIR. Kidnappée par les forces armées, elle disparaît pendant dix jours et doit sa libération à sa double nationalité. Elle s'exile à Madrid, à La Havane puis en 1979 au Mexique (elle obtient la nationalité mexicaine en 1995).
Elle se considère comme une autodidacte, même si elle a étudié à la Escuela Experimental de Educación Artística de Santiago.
Elle a d'abord illustré des livres pour enfants, puis a exposé pour la première fois à Tokyo en 1986.
Après le soulèvement de l'Armée zapatiste de libération nationale en 1994 au Chiapas, c'est Beatriz Aurora qui crée l'iconographie du mouvement zapatite.

## Œuvres
- Alcanzando el Cometa, 1997 44,7 × 33,7 cm[7]
- Luchemos por un mundo nuevo con dignidad, paz y justicia, 44,7 × 32,7 cm[8]
- Sous-commandant Marcos, Don Durito de la forêt Lacandone, illustrations de Beatriz Aurora, traduction par Anatole Muchnik de Conversations with Durito: Stories of the Zapatistas and Neoliberalism, prologue de José Saramago, la Mauvaise Graine, 2004
- Jérôme Baschet, Adieux au capitalisme : Autonomie, société du bien vivre et multiplicité du monde, illustration de couverture de Beatriz Aurora, La Découverte, 2016
- Arturo Escobar, Sentir-penser avec la Terre, illustrations de Beatriz Aurora, Éditions du Seuil, 2018
- Ivette Perfecto, John H. Vandermeer, Angus Lindsay Wright (en), Nature's Matrix: Linking Agriculture, Conservation and Food Sovereignty, illustration de couverture de Beatriz Aurora, Routledge, 2009
- Habitat: mejores prácticas para un futuro más sostenible, illustration de couverture de Beatriz Aurora, IEPALA Editorial, 2002
- Sous-commandant Marcos, Relatos de el Viejo Antonio, illustrations de Beatriz Aurora, Virus Editorial, 2004[9]
- Bruno Baronnet, Mariana Mora Bayo, Richard Stahler-Sholk, Luchas "muy otras": zapatismo y autonomía en las comunidades indígenas de Chiapas, illustration de couverture de Beatriz Aurora, Centro de Investigaciones y Estudios Superiores en Antropología Social, 2011

## Expositions
- Les 20 ans du zapatisme, Paris, Maison des métallos, 2014[10]
- Chiapas, Mexico, Californie : un monde fait de tous les mondes, Paris, parc de la Villette, 22 mai-17 novembre 2002[11]
- Tierras en resistencia, Venise, Padoue, 2008[12]